# Roger Chapman
Roger Maxwell Chapman (ur. 8 kwietnia 1942 w Leicesterze) – brytyjski wokalista i kompozytor, najbardziej znany jako frontman zespołu Family (1966–1973) i Streetwalkers (1974–1977). W 1979 roku rozpoczął karierę solową. Działał głównie w Niemczech (między innymi z własnym zespołem Shortlist). Jako wokalista Family znany był z charakterystycznego, groteskowego vibrato.

## Życiorys i kariera artystyczna

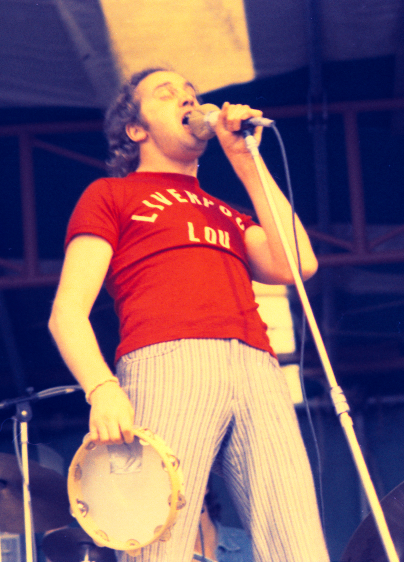
Roger Chapman (1974)

### Family (1966–1973)
Roger Maxwell Chapman urodził się i wychował w mieście Leicester. Karierę muzyczną rozpoczął dołączając w 1966 roku do The Farinas, zespołu założonego w 1962 roku w Leicester Art College. Pierwszy skład zespołu tworzyli: John "Charlie" Whitney, Tim Kirchin, Harry Ovenall i Jim King. W 1965 roku Kirchina zastąpił Ric Grech, a Roger Chapman dołączył w następnym roku. Zespół zmienił na krótko nazwę na The Roaring Sixties, a później na Family. Po przeprowadzce do Londynu zespół w 1967 roku wydał singiel „Scene Through An Eye Of A Lens”, który był zwiastunem jego debiutanckiego albumu, Music In A Dolls House. Wydany w 1968 roku album był mieszanką stylów muzycznych, takich jak blues, folk, jazz, która wkrótce miała być określana jako psychodelia. Zespół prezentował efektowne piosenki, niekiedy udziwniane pod względem formalnym (interludia, cytaty), brzmieniowym (mocny kontrast z brzmieniem instrumentów egzotycznych) i wokalnym (akcentowane, groteskowe vibrato w glosie wokalisty). Kilka jego nagrań znalazło się na listach przebojów: „No Mule’s Fool”, „Strange Band”, „In My Own Time” i „Burlesque”, która doszła do 13. miejsca na brytyjskiej liście singli. Family, przypuszczalnie dzięki unikalnemu wokalowi Rogera Chapmana kontynuował udaną karierę aż do 1973 roku. W tym roku nagrał swój ostatni album, It’s Only A Movie. Później jednak różnice w podejściu do muzyki poszczególnych członków zespołu sprawiły, że zakończył on działalność. Przedtem jednak odbył pożegnalną trasę koncertową kończąc ją 13 października na Politechnice w Leicester. 

### Streetwalkers (1974–1977)
Roger Chapman postanowił kontynuować pisanie piosenek z byłym kolegą z zespołu, Charliem Whitneyem, tworząc wspólnie z nim zespół Streetwalkers. Efektem działalności zespołu były takie albumy jak: Streetwalkers (1974), Downtown Flyers (1975), Red Card (1976), Vicious But Fair i Live (oba z 1977). W 1977 roku zespół Streetwalkers rozpadł się, a rok później Roger Chapman rozpoczął działalność solową w Niemczech.

### Kariera solowa (po 1978)
Z udziałem muzyków studyjnych nagrał w 1979 roku album Chappo. Pojawił się w programie telewizyjnym Rockpalast i wydał singiel „Let's Spend the Night Together” który przyniósł mu sukces. W Niemczech postanowił pozostać na dłużej. Przebywał tam 20 lat. Kolejnym jego albumem był Live In Hamburg (1979). W 1981 roku zdobył tytuł Najlepszego Wokalisty (Best Singer) w klasyfikacji German Music Awards, nagrodę zdobył również jego album Hyenas Only Laugh for Fun. Chapman samodzielnie lub wraz z towarzyszącym mu zespołem Shortlist nagrał w latach 80. szereg albumów: He Was… She Was… You Was… We Was… (1982), Mango Crazy, (1983), The Shadow Knows (1984) i Walking The Cat (1989). W 1983 roku uczestniczył jako główny wokalista w nagraniu singla Mike’a Oldfielda „Shadow on the Wall”. Działalność nagraniową i koncertową kontynuował w następnych dekadach: w 1989 roku wydał Walking the Cat z udziałem Alvina Lee i Boba Tencha, w 1996 – Kiss My Soul, a w 1998 – A Turn Unstoned?  i dwupłytową kompilację Anthology 1979-1998. W 2009 roku ogłosił, że zaprzestaje występów na żywo. W tym samym roku wydał podwójny album, Hide Go Seek, na którym znalazło się 28 utworów, w tym nagrania wcześniej niepublikowane, dema i wersje alternatywne utworów.